# Kineski narodi
Kineski narodi (Sinitički narodi), najmnogoljudnija grana sinotibetskih naroda koji žive poglavito na području Kine i govore kineskim jezicima i dijalektima, a poznati su kao Han ili Kinezi i Huej (Hui). Među muslimanskim Huejima razlikuju se Dungani iz Kirgizije i Kazahstana, koji sebe nazivaju Huizu i Panthay, naseljeni u Burmi. Kinezi ili Han također govore više jezika među kojima se još razlikuje nekoliko siniziranih narodnih skupina koji se vode kao dijelovi nacionalnosti Han.

## Vanjske poveznice
- Sinitic (Chinese) Branch of the Sino-Tibetan Language Family  Arhivirana inačica izvorne stranice od 28. kolovoza 2008. (Wayback Machine)